# Dionisio Neagrus Laurerio
Dionisio Neagrus Laurerio (né à Bénévent, en Calabre, alors dans les États pontificaux en 1497 et mort à Rome le 17 septembre 1542) est un cardinal italien du XVIe siècle. Il est membre de l'ordre des servites.

## Repères biographiques

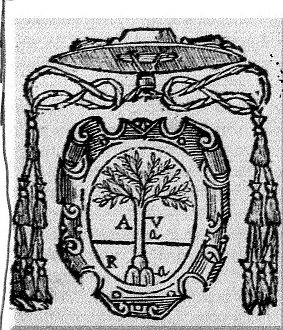
Armoiries de Dionisio Laurerio

Dionisio Neagrus Laurerio est procurateur de son ordre, ministre de Henri VIII d'Angleterre auprès du pape Clément VII. Il est vicaire général et prieur général de son ordre. En 1536 il est nommé nonce auprès de Jacques V d'Écosse, pour lui éviter de suivre Henri VIII d'Angleterre dans le schisme, mais il ne met probablement jamais pied en Écosse. 
Laurerio est créé cardinal par le pape Paul III lors du consistoire du 19 décembre 1539. Il est élu évêque d'Urbino en 1540. Le cardinal Laurerio est encore légat apostolique à Bénévent, proviseur de Campiglia Marittima et inquisiteur général.